# Deon Hotto
Deon Hotto (Swakopmund, Namibia, 29 de octubre de 1990) es un futbolista de Namibia que juega en las posiciones de centrocampista, lateral izquierdo y extremo con el Orlando Pirates de la Premier Soccer League.

## Carrera

### Club
| Periodo   | Club                |
| --------- | ------------------- |
| 2011-2012 | Blue Boys FC        |
| 2012–2014 | African Stars FC    |
| 2014–2016 | Golden Arrows FC    |
| 2016–2018 | Bloemfontein Celtic |
| 2018–2020 | Bidvest Wits        |
| 2020–     | Orlando Pirates     |

### Selección nacional
Debutó con Namibia el 25 de mayo de 2013 en un partido amistoso ante Zambia y su primer gol internacional lo anotó el 12 de junio de 2013 en el empate 1-1 ante Nigeria por la clasificación de CAF para la Copa Mundial de Fútbol de 2014.
Hotto fue convocado para jugar en la Copa Africana de Naciones 2019 donde fue titular en las tres derrotas de los Brave Warriors en el torneo. Hotto sería convocado para la Copa Africana de Naciones 2023 donde anotó el único gol en la victoria ante Túnez para la clasificación a la siguiente ronda, siendo la primera vez que Namibia supera la fase de grupos del torneo continental.

## Logros

### Club
- Copa de Namibia (2): 2013, 2014
- Primera División de Sudáfrica (1): 2014/15
- Copa de Sudáfrica (1): 2023
- MTN 8 (3): 2022, 2022, 2023

### Selección nacional
- Copa COSAFA (1): 2015[3]